# Rivière Rigaud
Der Rivière Rigaud (französisch; in Québec) oder Rigaud River (englisch; in Ontario) ist ein rechter Nebenfluss des Ottawa River in den kanadischen Provinzen Ontario und Québec.

## Flusslauf
Der Rivière Rigaud entspringt fünf Kilometer westlich von Alexandria in den Stormont, Dundas and Glengarry United Counties im äußersten Osten von Ontario. Er durchfließt anfangs in nördlicher, später in östlicher Richtung das Gemeindegebiet von North Glengarry. Die Ontario Highways 34 und 24 kreuzen bei der Siedlung Laggan den Flusslauf. Allmählich wendet sich der Rivière Rigaud nach Osten. Er passiert die Siedlung Lochinvar sowie fließt unweit der Orte Dalkeith und St. Eugène (in den Prescott and Russell United Counties) weiter nach Osten und überquert in der Gemeinde East Hawkesbury die Provinzgrenze nach Montérégie in Québec. Kurz darauf nimmt er den Rivière Rigaud Est rechtsseitig auf. Der Fluss fließt entlang dem Nordhang des Montagne de Rigaud und durchfließt die Kleinstadt Rigaud. Dabei wendet er sich nach Norden. Die Autoroute 40 überquert den Rivière Rigaud kurz vor dessen Mündung in den Ottawa River. Der Rivière Rigaud hat eine Länge von etwa 75 Kilometern. Er entwässert ein Areal von 534 km² (nach anderen Quellen 538,4 km²), wobei 85,2 Prozent der Fläche auf Ontario entfallen.

## Namensgebung
Der Rivière Rigaud trug früher den Namen Rivière à la Graisse. Im Jahr 1968 wurde dieser umgeändert und benannt nach Pierre de Rigaud de Vaudreuil de Cavagnial, dem letzten Generalgouverneur von Neufrankreich.